# Jiaonan
Jiaonan (chinesisch 胶南市, Pinyin Jiāonán Shì) war eine kreisfreie Stadt in der Provinz Shandong im Osten der Volksrepublik China, die zum Verwaltungsgebiet der bezirksfreien Stadt Qingdao gehörte. Jiaonan hatte eine Fläche von 1.845 km² und  rund 810.000 Einwohner. Am 30. November 2012 wurde die Stadt aufgelöst und ihre Fläche dem Stadtbezirk Huangdao zugeschlagen.
Koordinaten: 35° 52′ N, 119° 51′ O